# Ивановка (Каменско-Днепровский район)
Ива́новка (укр. Іванівка) — село,
Ивановский сельский совет,
Каменско-Днепровский район,
Запорожская область,
Украина.
Код КОАТУУ — 2322485701. Население по переписи 2001 года составляло 2329 человек.
Является административным центром Ивановского сельского совета, в который не входят другие населённые пункты.

## Географическое положение
Село Ивановка находится на левом берегу Каховского водохранилища (Днепр),
выше по течению на расстоянии в 1 км расположено село Благовещенка,
ниже по течению на расстоянии в 2,5 км расположено село Новоукраинка.

## Происхождение названия
Ивановка (прежние названия — Синельниково, Ивановское) село возникло в 1788 г. на землях, пожалованных царским правительством генералу Ивану Синельникову, после захвата территорий российской империей у османской империи, после Русско-турецкой войны.Русско-турецкая война (1768—1774).
На территории Украины 123 населённых пункта с названием Ивановка.

## История
- На окраине села найдены наконечники стрел скифо-сарматских времен (III—II вв. до н. э.) и римские амфоры III—IV вв. н. эры., возможно принесенные течением Днепра с вышестоящих по реке кочевых поселений скифов и сарматов, хотя по оперению и форме больше напоминает наконечники турецких и арабских стрел.
- 1790 год — дата основания, (не подтвержденная).Деревня Ивановка, Днепровского уезда , принадлежала генерал-майору Ивану Максимовичу Синельникову (1741-1788), позднее его вдове Авдотье Васильевне Синельниковой (урожд. Страховой). Возможно, что эта дача была получена генерал-майором по Ордеру князя Г.А.Потемкина за № 444 от 20 сентября 1786 г., согласно которому И.М.Синельникову отводилось 12 тысяч десятин земли «близ урочища Маячки» http://www.cossackdom.com/monograf/makidonov_istoriy.pdf

## Экономика
- Основа экономики села — индивидуальные тепличные хозяйства.
- «Ивановка», сельскохозяйственный многофункциональный кооператив.

## Объекты социальной сферы
- Школа.
- Детский сад.
- Дом культуры.
- Больница.

## Достопримечательности
- Братская могила советских воинов.